# Rättijärvi
Rättijärvi är en sjö i Finland. Den ligger i kommunen Kemijärvi i landskapet Lappland, i den norra delen av landet, 700 km norr om huvudstaden Helsingfors. Rättijärvi ligger 192,5 meter över havet. Arean är 43,9 hektar och strandlinjen är 3,44 kilometer lång. Sjön  ingår i Kemi älvs huvudavrinningsområde. 